# Lobpreis und Anrufung Gottes über dem Wasser
Als Lobpreis und Anrufung Gottes über dem Wasser oder Taufwasserweihe wird das Hochgebet der Taufe im Römischen Ritus bezeichnet. Für das Gebet standen zwischen 1971 und 2007 vier verschiedene Formulare zur Verfügung; das älteste stammt aus der Antike und wird v. a. in der Feier der Osternacht verwendet: Nach der Anrufung Gottes (Anaklese) wird der erlösenden Taten Gottes in der Heilsgeschichte gedacht, nämlich Schöpfung, Sintflut, Durchzug durch das Schilfmeer, der Taufe und Kreuzigung Jesu sowie abschließend dessen Taufbefehl in Mt 28 (Anamnese). Daraufhin wird zur Epiklese übergeleitet, in der um die Gabe des Heiligen Geistes gebeten wird, der vermittelt durch das Taufwasser die Täuflinge von Schuld reinigen und zu Kindern Gottes machen soll. Die Epiklese wird durch das Einsenken der Osterkerze in das Wasser versinnbildet. Das Gebet schließt mit einer Doxologie. Das zweite Formular, das im Zusammenhang mit dem Kindertaufritus in Folge der Liturgiereform Paul VI. geschaffen wurde, besteht aus drei dankend-anamnetischen Strophen, in denen Gott dafür gepriesen wird, dass er das Wasser als reinigende und belebende Kraft geschaffen, Jesus Christus zur Erlösung der Menschen gesandt und ihn hat im Jordan taufen lassen, sowie (außerhalb der Osterzeit) drei bzw. (in der Osterzeit) einer epikletischen Strophe, in der um Heiligung des Wassers gebetet wird, so dass die damit Getauften wiedergeboren werden. Auf die Strophen antwortet die Gemeinde jeweils mit einer Akklamation. Das dritte Formular ist genauso gebaut wie das zweite, allerdings deutlich schlichter. Das vierte Formular, ein dem deutschen Sprachraum eigener Zusatz, ist ein sehr kurzes Segensgebet, das aus einem einzigen anamnetischen und einem ein wenig ausführlicheren epikletischen Satz besteht. 2007 löste eine Neubearbeitung und Neuübersetzung der römischen Editio typica altera von 1973 den bis dahin gültigen Kindertaufritus rechtskräftig ab. In der erneuerten „Feier der Kindertaufe“ gibt es nur noch drei Formulare für das Taufhochgebet: Nur außerhalb der Osterzeit kann das bisherige erste Formular genommen werden. Das bisherige zweite Formular wurde überarbeitet. Die drei anamnetischen Strophen behalten zwar ihren Aussageinhalt, verändern aber die Aussagerichtung: Die erste Strophe richtet sich an Gott Vater, die zweite an den Sohn, die dritte an den Heiligen Geist. Die epikletische(n) Strophe(n) mit ihrer kirchenjahreszeitlichen Färbung sind inhaltlich geblieben. Ebenso wurde das dritte Formular neu übersetzt. Das vierte Formular entfiel. Die Feier der Erwachsenentaufe von 2001 kennt aber nach wie vor das erste bis dritte Formular in der sprachlichen Fassung der Feier der Kindertaufe von 1973.
Vor der Liturgiereform Pauls VI. wurde das erste Formular – ebenso wie das Exsultet und das Eucharistische Hochgebet – mit dem Eröffnungsdialog begonnen. Es wurde – auch durch den veränderten Vortragston kenntlich – durch Exorzismuselemente unterbrochen. Außerdem hauchte der Zelebrant über das Wasser (ein Sinnbild für den Heiligen Geist, der durch das Wasser wirken soll) und mischte ihm Chrisam bei. Die Herkunft der komplexen Gestalt dieses Gebetes vor der Neuordnung durch Paul VI. ist eine der ungelösten Fragen der Liturgiewissenschaft.